# 黃灰蝶屬
黃灰蝶屬（學名：Japonica）是線灰蝶亞科線灰蝶族裡的一個屬，物種分佈於東亞。櫟是幼蟲的寄主植物。
异名 南岭灰蝶属 Nanlingozephyrus